# Актинидин
Актинидин — производное пиридина, содержащееся в экстракте корня валерианы лекарственной и актинидии, в частности у актинидии полигамной. Является иридоидом.
Является феромоном для многих видов насекомых.
Привлекает кошачьих из-за сходства его запаха с запахом непеталактона, содержащегося в котовнике кошачьем (кошачьей мяте). В западной литературе встречается неофициальный термин «актинидиновые рефлексы» (англ. actinidine reflexes) для обозначения подобного поведения котов и кошек.
Актинидин киви обладает протеолитической активностью, в частности в отношении коллагена, фибриногена, казеина, но малоактивен или неактивен в отношении глобулинов, альбуминов.

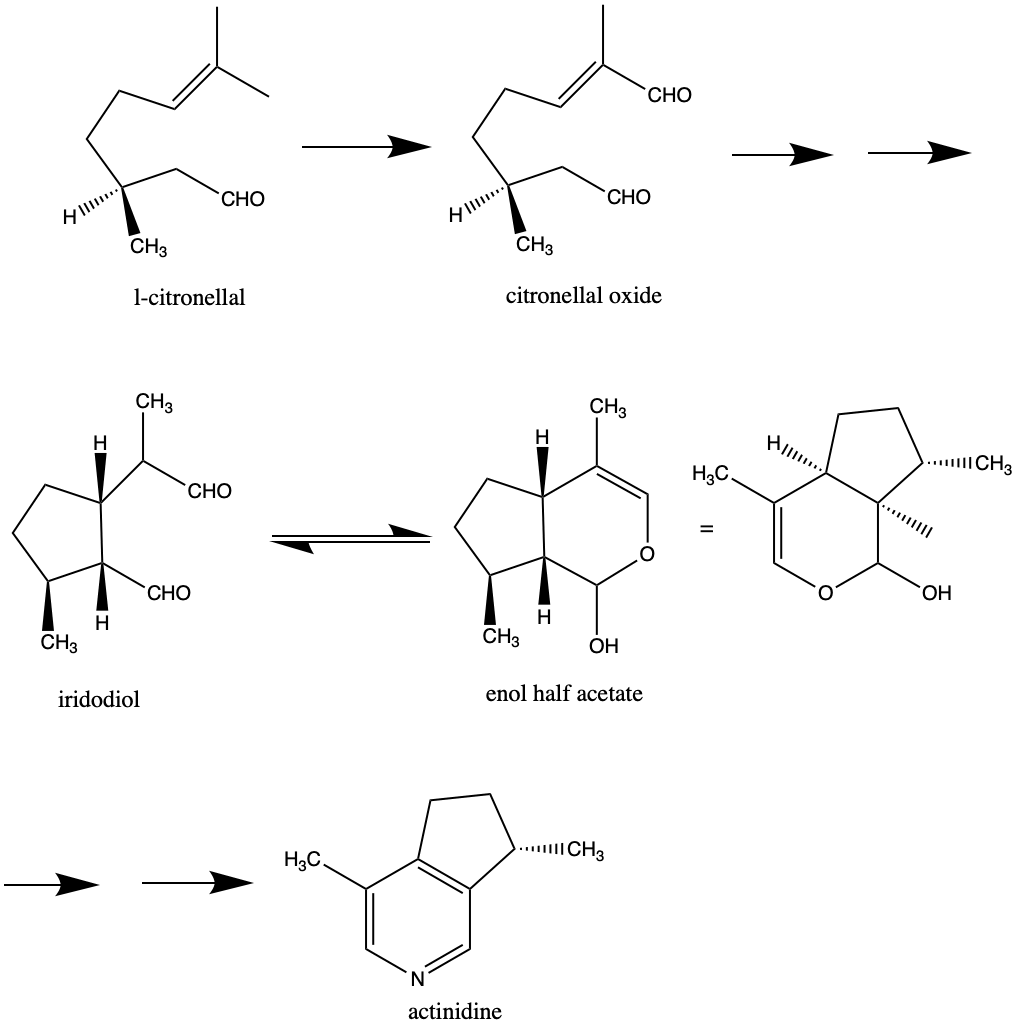
Потенциальный биосинтез актинидина из L-цитронеллаля